# Municipio de Lee (condado de Fulton)
El municipio de Lee (en inglés: Lee Township) es un municipio ubicado en el condado de Fulton en el estado estadounidense de Illinois. En el año 2010 tenía una población de 237 habitantes y una densidad poblacional de 2,46 personas por km².

## Geografía
Según la Oficina del Censo de los Estados Unidos, el municipio tiene una superficie total de 96.3 km², de la cual 96,3 km² corresponden a tierra firme y (0 %) 0 km² es agua.

## Demografía
Según el censo de 2010, había 237 personas residiendo en el municipio de Lee. La densidad de población era de 2,46 hab./km². De los 237 habitantes, el municipio de Lee estaba compuesto por el 99,16 % blancos, el 0,42 % eran asiáticos y el 0,42 % eran de una mezcla de razas. Del total de la población el 0,42 % eran hispanos o latinos de cualquier raza.